# ジーナ・ガーソン
ジーナ・ガーソン（Gina Gerson、1991年5月17日 - ）は、ロシア連邦のポルノ女優。 ケメロヴォ州プロコピエフスク出身。

## 来歴
- 1991年5月17日にロシア・ソビエト社会主義連邦共和国のケメロヴォ州プロコピエフスクで誕生した。父親はおらず、家族は母と祖母の2人であった。
- 元々は英語とフランス語を教える教師になることを夢見ており、2009年にサンクトペテルブルク大学に進学。その後、生活費を稼ぐために2010年から大学に通いつつもウェブ動画でのモデルを始めて成功を収め、その後2012年からポルノモデルとしても活動を始め、そちらでも成功を収めた。なお、初体験は19歳の頃（2010年）に大学のボーイフレンドが相手であると語っている。
- しかし、彼女がポルノモデルとして有名になったことが大学側に発覚し、退学処分を受けてしまう。その後はポルノモデルとしての活動に専念し、2015年と2016年にはAVNアワードで最優秀海外撮影シーン賞にノミネートされている。
- 活躍の場はロシア国内にとどまらず、ヨーロッパやアメリカなど世界各国で活躍する。非常に鍛えられた体を持っており、ビデオ作品では腹筋が浮き出るほど鍛えられた腹部を見ることができる。また、アナルセックスもでき、レズビアン作品への出演歴もある。
- 趣味はスポーツジムで体を鍛えることとサイクリング。ベジタリアンであり、酒・タバコ・薬物は嗜まない。